# レオナルド・ダ・ヴィンチの死
『レオナルド・ダ・ヴィンチの死』（レオナルド・ダ・ヴィンチのし、仏: La mort de Léonard de Vinci, 英: The Death of Leonardo da Vinci）は、フランスの新古典主義の巨匠ドミニク・アングルが1818年に制作した歴史画である。油彩。ジョルジョ・ヴァザーリが語る伝説に基づいて、1519年5月2日に死去したルネサンスの万能の天才レオナルド・ダ・ヴィンチとそれを看取ったフランス国王フランソワ1世を描いている。国王ルイ18世に仕える駐ローマ大使ピエール・ルイ・ジャン・カジミール・ド・ブラカス伯爵の依頼で制作された。現在はパリの市立プティ・パレ美術館に所蔵されている。また水彩画による素描下絵がルーヴル美術館に、小さなヴァリアントがマサチューセッツ州ノーサンプトンのスミス大学美術館に所蔵されている。

## 主題
レオナルド・ダ・ヴィンチは1516年にフランソワ1世に招かれてフランス宮廷に移り、フランス中部、ロワール渓谷のアンボワーズにあるクロ・リュセ城を与えられた。この地にはフランソワ1世が居城としたアンボワーズ城も近くにあった。レオナルド・ダ・ヴィンチは最晩年の3年間を弟子であったフランチェスコ・メルツィらとクロ・リュセ城で過ごした。ジョルジョ・ヴァザーリの著書『画家・彫刻家・建築家列伝』によると、レオナルド・ダ・ヴィンチは死去するまでの最後の数日間に告解を行い、臨終の秘蹟を受けた。レオナルド・ダ・ヴィンチが死去したのは1519年5月2日であった。ヴァザーリの記述にはフランソワ1世が「彼に寵愛を示し、苦痛を和らげるため、王は彼の頭を抱きかかえた」という一文があり、これによると偉大な巨匠はフランソワ1世の腕の中で息を引き取った。アングルはヴァザーリの記述にインスピレーションを受け、それを輝かしい芸術時代が終焉した象徴として捉えた。このエピソードは実際には史実ではなく、彼が死去したときフランソワ1世は遠く離れたサン＝ジェルマン＝アン＝レーで王令を発しており、現在は国王が巨匠の最期を看取ったとは考えられていない。いずれにせよ、レオナルド・ダ・ヴィンチの臨終の場面はフランス史を彩る偉大な伝説の1つであり、アングルはその最も熱心な擁護者となって本作品をはじめジャンヌ・ダルクや他のフランス国王などの歴史的な主題を扱った作品を数多く制作した。

## 制作背景

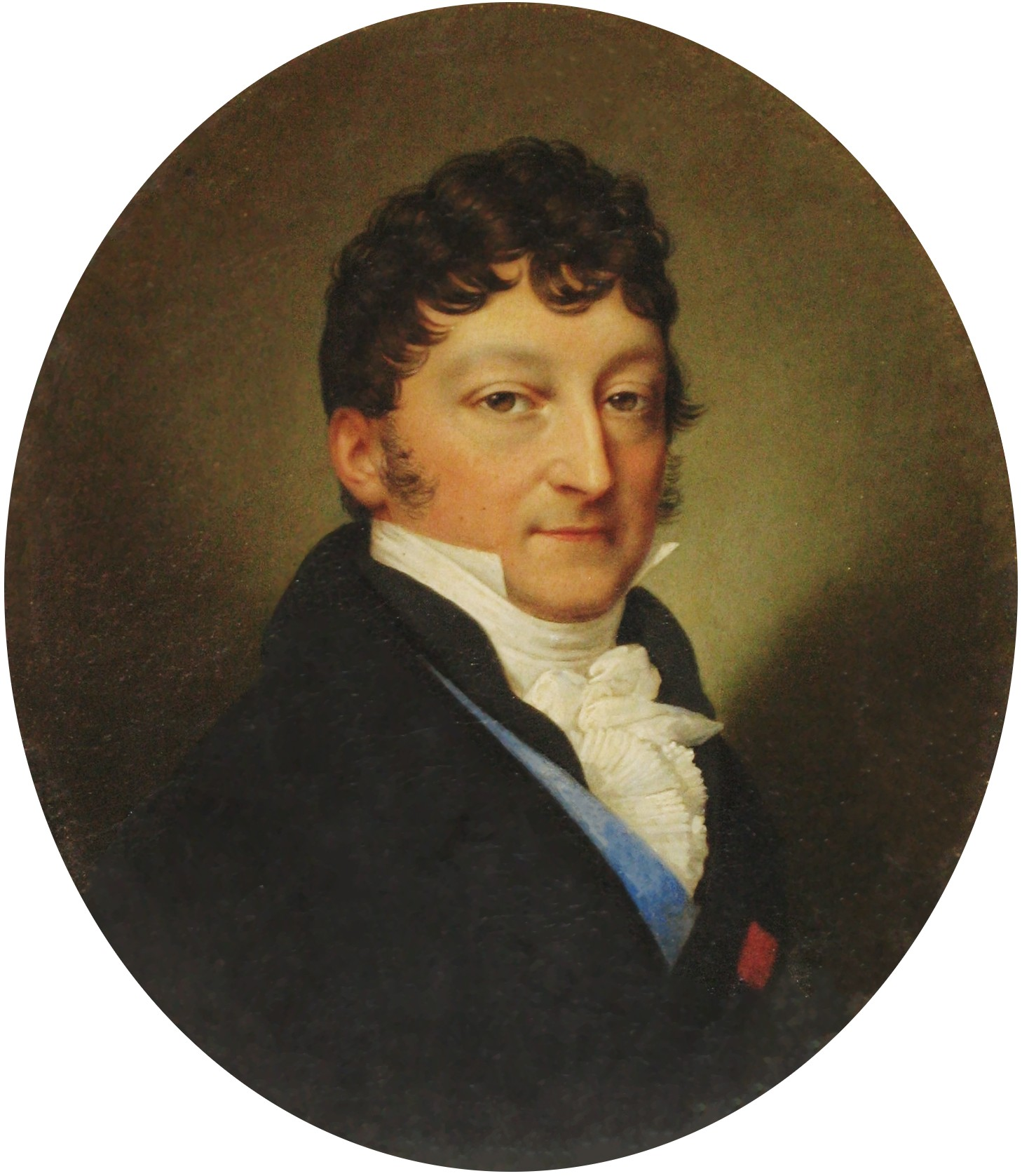
駐ローマ大使ピエール・ルイ・ジャン・カジミール・ド・ブラカス伯爵。

アングルはフランス・アカデミーでの留学生活が終了したのちもフランスに帰国することなく、イタリアに滞在して制作を続けた。アングルは個人の顧客を相手に肖像画や歴史画の制作の依頼を受けて生活費を得ていた。本作品は『お目通りを許されたスペイン大使を前に王子たちと遊ぶアンリ4世』（Henri IV jouant avec ses enfants au moment où l'ambassadeur d'Espagne est admis en sa présence）とともに、駐ローマ大使ピエール・ルイ・ジャン・カジミール・ド・ブラカス伯爵の依頼により制作された。

## 作品

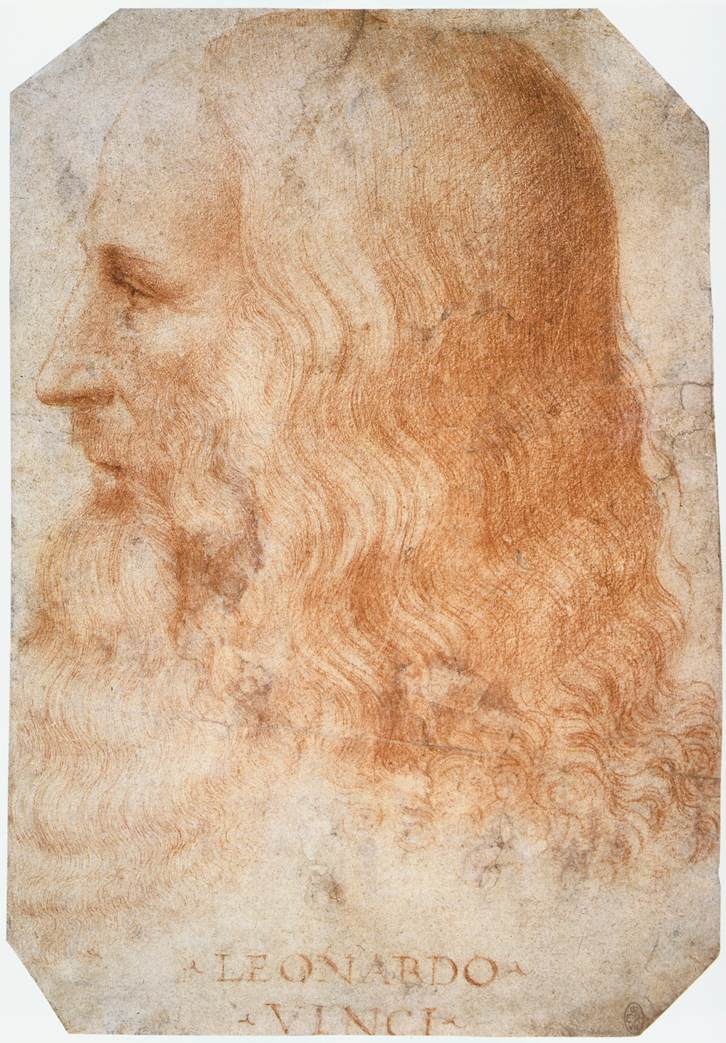
フランチェスコ・メルツィの『レオナルド・ダ・ヴィンチの肖像』。1510年頃。ロイヤル・コレクション所蔵。

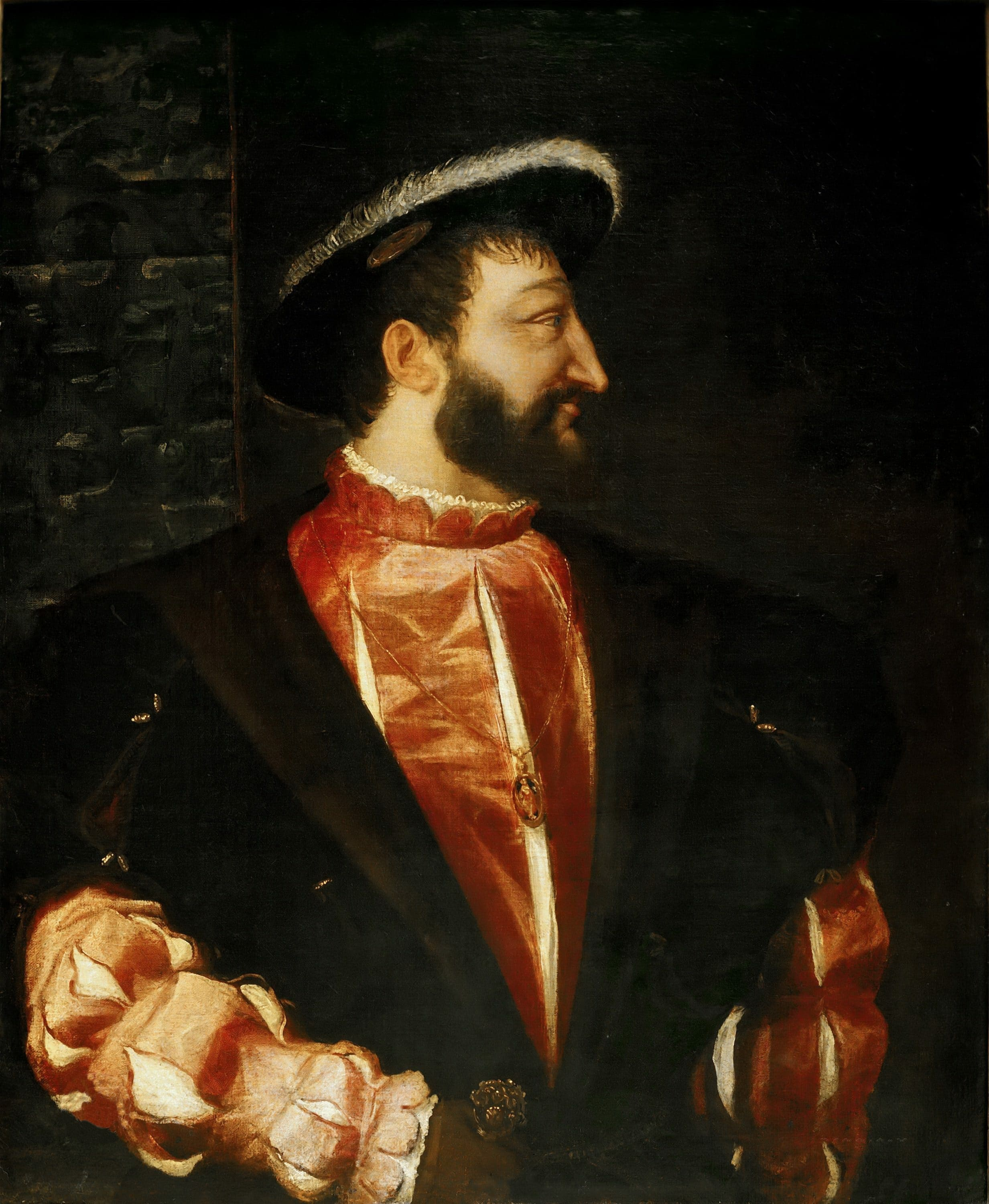
ティツィアーノ・ヴェチェッリオ『フランソワ1世の肖像』。1538年。ルーヴル美術館所蔵。

アングルはヴァザーリの物語に基づいて1519年5月2日にクロ・リュセ城で起きたイタリア・ルネサンスの博学者レオナルド・ダ・ヴィンチの死の場面を描いている。フランソワ1世はそれまで座っていた椅子から寝台の縁に飛び上がり、年老いたレオナルドの顔を抱き上げている。しかしレオナルドの顔は蒼白で白いひげに覆われ、右腕は力なく寝台から垂れ下がっている。フランソワ1世は国王に相応しい豊かな衣装や宝飾品を身に着けている。腰に帯びた剣は金と宝石で装飾され、指には複数の指輪をはめている。またフランソワ1世の首には小さなメダルの形をした聖ミカエル勲章が掛けられている。寝台の向こう側に立っているのは医師であり、画面左端に座しているのは修道士である。彼のそばに配置された小さな机はテーブルクロスで覆われ、その上にハンドベル、ミサ典書、十字架などが置かれている。アングル特有の強い正面性により、寝台とその上に横たわるレオナルドは真横から描かれ、フランソワ1世もまたねじった姿勢をとりながら鑑賞者に横顔を見せている。国王の顔は明らかにルーヴル美術館所蔵のティツィアーノ・ヴェチェッリオの『フランソワ1世の肖像』（Ritratto di Francesco I）から取られている。
アングルは貿易商であったルイ＝ジョセフ＝オーギュスト・クータン（Luis-Joseph-Augute Coutan）のために描いた一色塗りの水彩画で初めてこの作品を思いついた。アングルは水彩画の左端に紙を追加してフォーマットを水平に拡張するなど、いくつかの変更を加えた。またベッドの右側のカーテンを変更し、後付けとしてその後ろに若い司祭の姿を追加した。さらに彼は画面右の枢機卿の手を調整するために紙の切り抜きを使用し、人物の輪郭とカーテンに何度も修正を加えた。
レオナルドの宗教への関心は画面左端の修道士や机の上に置かれた宗教的な品々によって象徴されている。完全を探求するレオナルドへのアングルのさりげない賛辞は、国王の聖ミカエル勲章がレオナルドの胸の上に落ちている点に見ることができる。この勲章はアンシャン・レジームと王政復古の期間に芸術的および学術的業績に対して授与され、受賞者に貴族の地位を与えるものであった。このように間接的な形ではあるが、レオナルドの胸の上に聖ミカエル勲章を配置することで、アングルはレオナルドの芸術の偉大さを認め、彼を貴族の地位へと押し上げている。この選択はレオナルドが生前、パトロンであるフランス王室から正当な評価や報酬を受けていなかったとアングルが考えていたことを暗示するかもしれない。
ヴァザーリが言及している召使や友人たちは、絵画の背景に見える。ベッドの後ろには医者の影が見え、彼の手がベッドの上方で組まれたまま動かずにいることは、レオナルドの生命維持に関与できることが終了したことを示している。ベッドの右側で取り乱している人物は、レオナルドの弟子フランチェスコ・メルツィであると考えられている。レオナルドの死が突然訪れたことは国王のダイナミックな姿勢とちょうど国王が跳躍したことを示す椅子から分かる。国王のレオナルドに対する寵愛は手袋をせずに直に触れていることや、王の顔が巨匠の顔に非常に接近していることからうかがえる。
この絵画は過去の偉大な芸術家への敬意と超王党派の政治思想の推進という二重の賛辞となっている。『お目通りを許されたスペイン大使を前に王子たちと遊ぶアンリ4世』と同様に、アングルはこの作品で玉座と祭壇の同盟、人間性や謙虚さといった王室の美徳の重要性、そして芸術を支援する国王の寛大さといったいくつかの重要な超王党派のテーマを強調している。

## 来歴
絵画は1824年のサロンに出展された。1902年に美術収集家であったオーギュスト・ジャン＝バティスタ・デュトゥイ（Auguste Jean-Baptiste Dutuit）とウジェーヌ・デュトゥイ兄弟の美術コレクションおよび財産がパリ市に遺贈された。この遺贈により1968年9月2日にフェリシー・ド・ヴィリュー侯爵夫人（Félicie de Virieu, Marquise）から『お目通りを許されたスペイン大使を前に王子たちと遊ぶアンリ4世』とともに購入された。

## 他のバージョン

### ルーヴル美術館版
貿易商ルイ＝ジョセフ＝オーギュスト・クータン（Luis-Joseph-Augute Coutan, 1779年-1830年）のコレクションに由来する。画面右下に記された碑文によると、アングルはこのバージョンを制作したことで本作品の制作を思いついた。1838年にクータン夫人が死去したのち、コレクションは夫人の弟フェルディナン・オーゲ（Ferdinand Hauguet）の手に渡り、さらにその息子モーリス＝ジャック＝アルベール・オーゲ（Maurice-Jacques-Albert Hauguet）に相続された。モーリスはコレクションが叔父クータンの名でルーヴル美術館に寄贈されることを望み、最終的に1883年にオーゲ夫人の姉妹のギュスターヴ・ミリエ夫人（Mme Gustave Milliet）によってルーヴル美術館に寄贈された。

### スミス大学美術館版
このバージョンは1851年頃の小型のヴァリアントである。図像が左右反転しているほか、いくつかの変更が加えられている。

## ギャラリー
アングルの関連作品

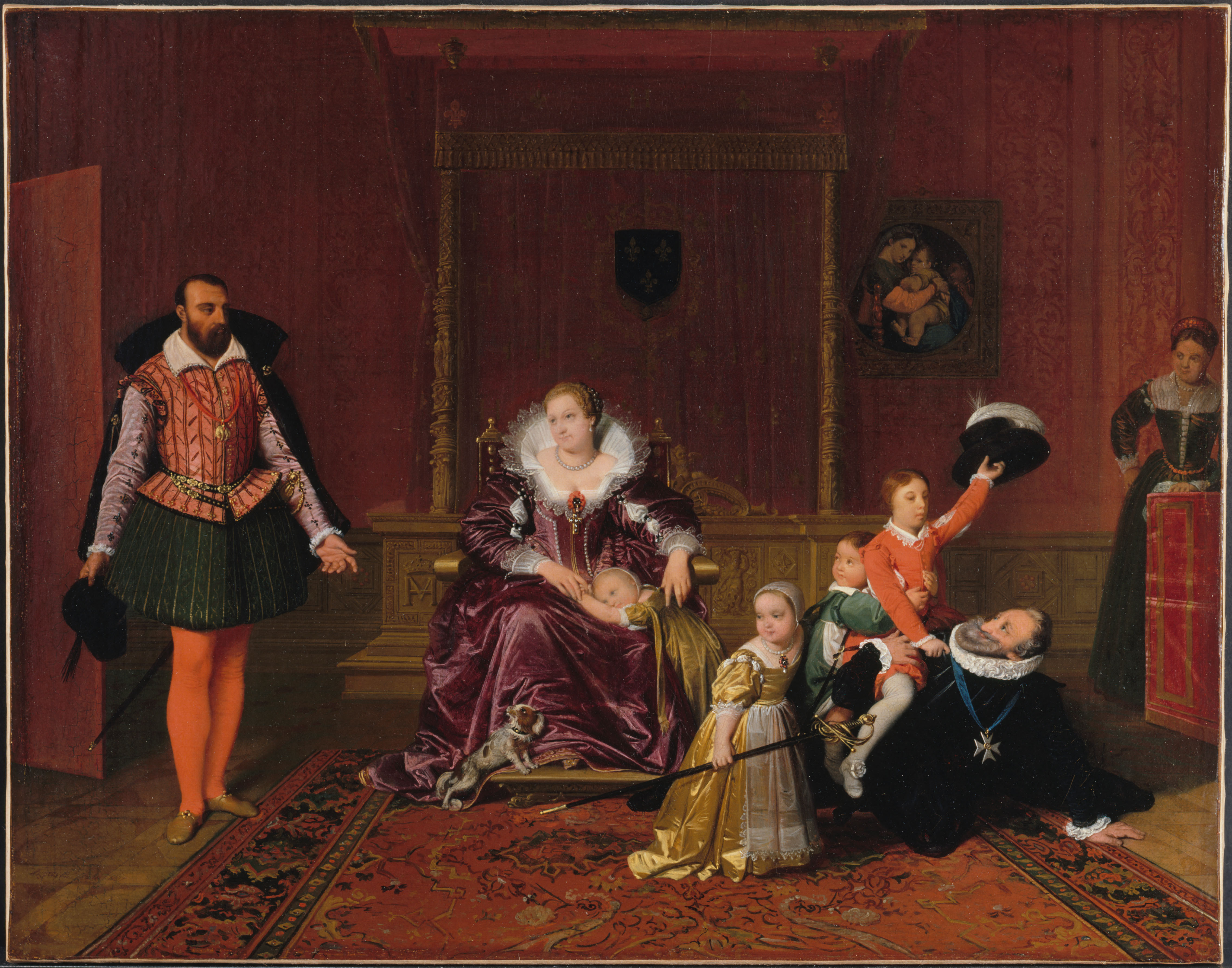
『お目通りを許されたスペイン大使を前に王子たちと遊ぶアンリ4世』1817年 パリ市立プティ・パレ美術館所蔵
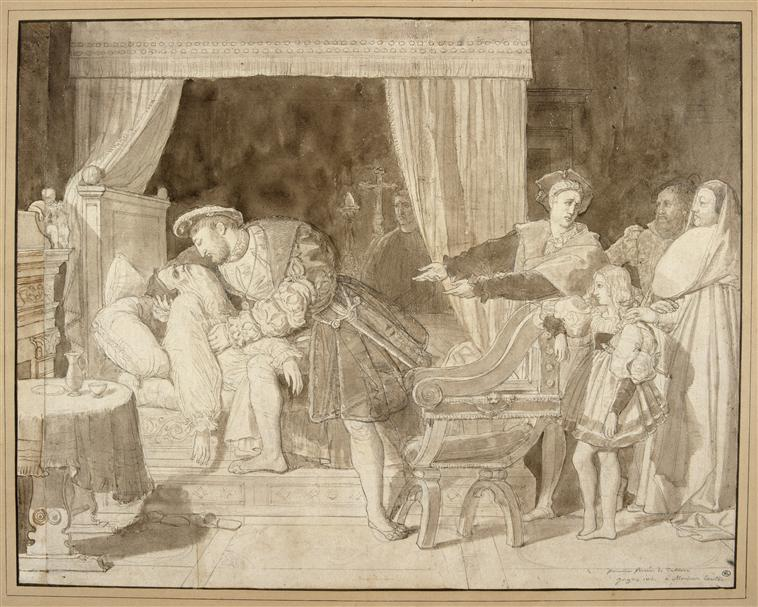
素描下絵 ルーヴル美術館所蔵
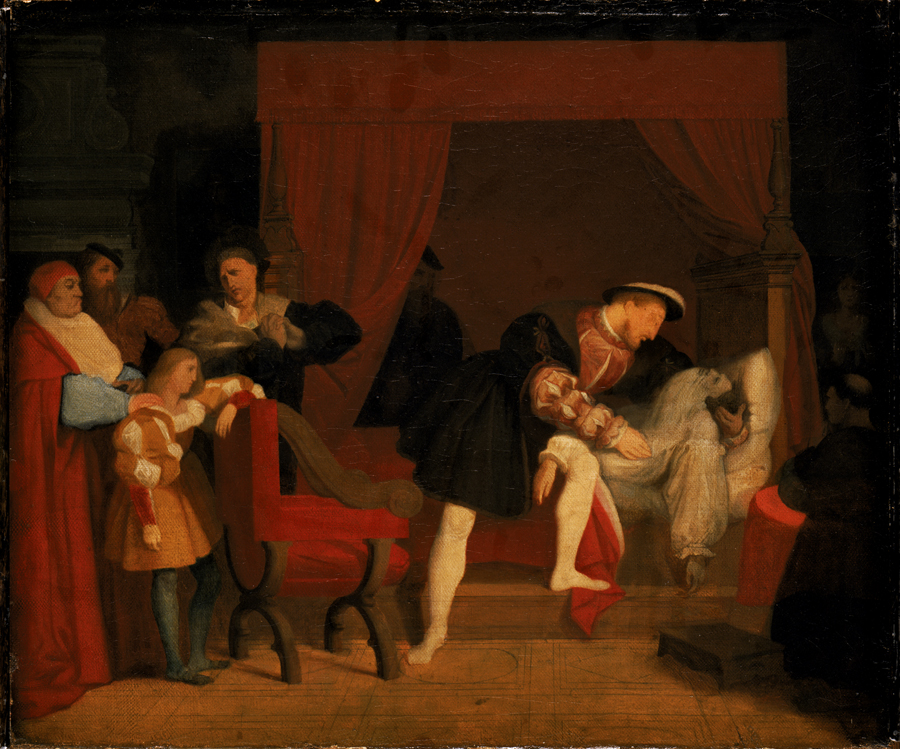
スミス大学美術館のバージョン